# Sociaal-Economische Raad van Vlaanderen
De Sociaal-Economische Raad van Vlaanderen (SERV) is het overleg- en adviesorgaan van de verschillende Vlaamse sociale partners.

## Historiek
De SERV werd opgericht op 27 juni 1985 en is de opvolger van de Gewestelijke Economische Raad voor Vlaanderen (GERV).

## Missie
De SERV is het huis van het Vlaams sociaal overleg. De SERV adviseert het Vlaams parlement en de Vlaamse regering. Hij doet dat op eigen initiatief, op verzoek van het Vlaams parlement of van (een lid van) de Vlaamse regering. Alle aangelegenheden met een sociaal-economische inslag, waarvoor Vlaanderen bevoegd is, komen daarbij aan bod.
Via het sociaal overleg geven de Vlaamse sociale partners bijna 2 miljoen werknemers en werkzoekenden die lid zijn van een van de drie vakbonden en ongeveer 160 000 ondernemers, bedrijven en organisaties die lid zijn van een van de vier werkgeversorganisaties een stem. Door de representatieve samenstelling hecht men veel belang aan de adviezen van de SERV. Elk advies van de SERV wordt voorbereid door een commissie met vertegenwoordigers van de sociale partners. De commissie krijgt ondersteuning van de studiedienst van de SERV.
De SERV adviseert:
- als strategische adviesraad over het algemeen regeringsbeleid, werk en sociale economie, economie, energie en het gelijkekansen- en integratiebeleid
- over alle materies die nauw verband houden met het sociaal-economisch overleg (onderwijs, welzijn, omgevingsbeleid, innovatie ...)
- over de Vlaamse begroting (jaarlijks).

De SERV organiseert bipartiet overleg tussen de werkgevers- en werknemersorganisaties. Daarnaast is er het tripartiete overleg tussen de Vlaamse Regering, de werkgevers- en werknemersorganisaties. Dit noemen we het Vlaams Economisch Sociaal Overlegcomité (VESOC). De Vlaamse Regering verbindt zich ertoe alle voorstellen uit te voeren waarover binnen het VESOC consensus bestaat.

## Structuur
Het voorzitterschap van de Sociaal-Economische Raad van Vlaanderen gaat, om beurt, elk jaar naar een andere afgevaardigde van werknemers en werkgevers.
De SERV telt 20 leden:
- 10 vertegenwoordigers van werkgeversorganisaties
  - 5x Voka-Vlaams Economisch Verbond
  - 2x Belgische Boerenbond (BB)
  - 2x Unie van Zelfstandige Ondernemers (UNIZO)
  - 1x Vereniging voor Social Profit Ondernemingen (Verso)
- 10 vertegenwoordigers van werknemersorganisaties
  - 6x Algemeen Christelijk Vakverbond (ACV)
  - 3x Algemeen Belgisch Vakverbond (ABVV)
  - 1x Algemene Centrale der Liberale Vakbonden van België (ACLVB).

## Andere adviesraden in het SERV-huis
Drie strategische adviesraden voor specifieke beleidsdomeinen zijn ingebed binnen de SERV:
- Vlaamse Raad Welzijn, Volksgezondheid en Gezin (Vlaamse Raad WVG)
  - Deze raad is opgericht bij decreet van 29 juni 2018 en toegewezen aan het beleidsdomein Welzijn, Volksgezondheid en Gezin (WVG).
- Mobiliteitsraad van Vlaanderen (MORA)
  - Deze raad is opgericht bij decreet van 7 juli 2006 en toegewezen aan het beleidsdomein Mobiliteit en Openbare Werken (MOW).
- Strategische Adviesraad voor Landbouw en Visserij (SALV)
  - Deze raad is opgericht bij decreet van 6 juli 2007 en toegewezen aan het beleidsdomein Landbouw en Visserij (LV). Hij werd ingebed in de SERV op 1 januari 2016 bij decreet van 3 juli 2015.